# Championnat panaméricain masculin de handball 1983
Navigation
Argentine 1981 Brésil 1985
La 3e édition du Championnat panaméricain masculin de handball  s'est déroulé aux États-Unis, 13 au 21 janvier 1983.
Cuba remporte cette édition pour la 3e fois et obtient ainsi sa qualification pour les Jeux olympiques de 1984.

## Équipes qualifiées
| Motif de qualification             | Places | Qualifiés                                |
| ---------------------------------- | ------ | ---------------------------------------- |
| Pays organisateur                  | 1      | Groenland                                |
| Amérique du Nord                   | 2      | Canada, Mexique                          |
| Amérique centrale                  | 3 2    | Cuba, Porto Rico, République dominicaine |
| Championnat d’Amérique du Sud 1983 | 2 1    | Argentine, Brésil                        |

## Classement final
La compétition se déroule sous la forme d'une poule unique :
|                              | Équipe     | Pts | J | G | N | P | Bp  | Bc  | Diff |
| ---------------------------- | ---------- | --- | - | - | - | - | --- | --- | ---- |
| Médaille d'or, Amérique      | Cuba       | 9   | 5 | 4 | 1 | 0 | 161 | 86  | 75   |
| Médaille d'argent, Amérique  | États-Unis | 9   | 5 | 4 | 1 | 0 | 136 | 73  | 63   |
| Médaille de bronze, Amérique | Canada     | 6   | 5 | 3 | 0 | 2 | 113 | 98  | 15   |
| 4                            | Brésil     | 4   | 5 | 2 | 0 | 3 | 110 | 105 | 5    |
| 5                            | Mexique    | 2   | 5 | 1 | 0 | 4 | 91  | 108 | -17  |
| 6                            | Porto Rico | 0   | 5 | 0 | 0 | 5 | 79  | 220 | -141 |

## Matchs
| 13 janvier 1983 | Canada | 20 – 12 | Mexique |  |
| 13 janvier 1983 | (9–5)  |         |         |  |

|  | Cuba | 26 – 16 | Brésil |  |

|  | États-Unis | 49 – 7 | Porto Rico |  |
|  | (24–2)     |        |            |  |

| 15 janvier 1983 | Cuba | 60 – 20 | Porto Rico |  |

|  | Brésil | 18 – 13 | Mexique |  |

|  | États-Unis | 21 – 15 | Canada |  |

| 17 janvier 1983 | Brésil | 36 – 16 | Porto Rico |  |

|  | États-Unis | 22 – 13 | Mexique |  |

|  | Cuba | 26 – 15 | Canada |  |

| 19 janvier 1983 | Canada | 38 – 18 | Porto Rico |  |

|  | États-Unis | 25 – 19 | Brésil |  |

|  | Cuba | 30 – 16 | Mexique |  |

| 21 janvier 1983 | Mexique | 37 – 18 | Porto Rico |  |

|  | Canada | 25 – 21 | Brésil |  |

|  | Cuba | 19 – 19 | États-Unis |  |